# Peabo Bryson

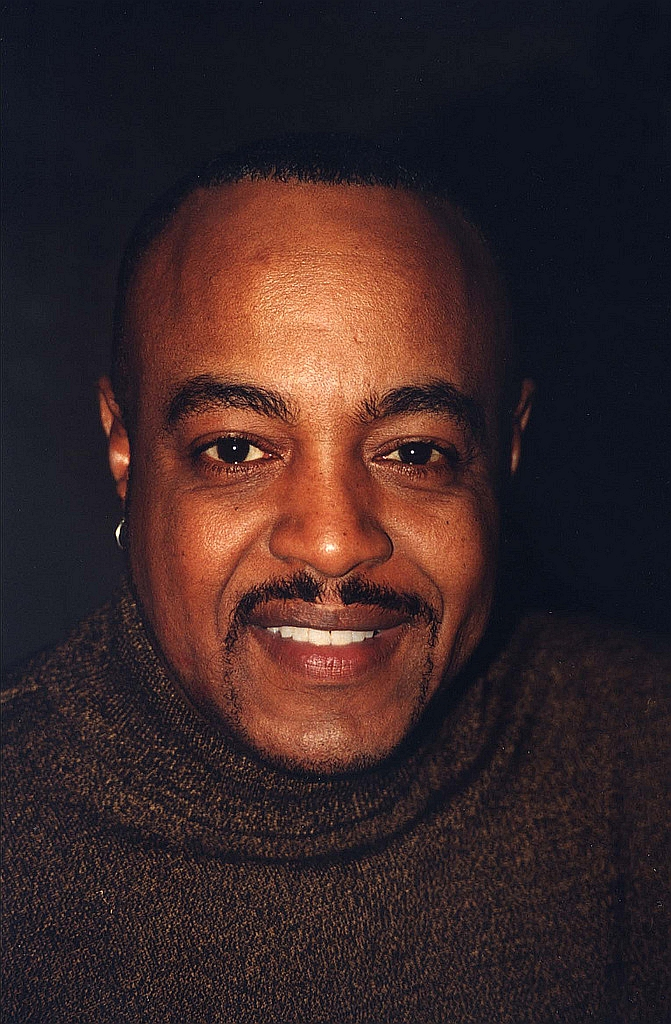
Peabo Bryson (2010)

Robert Peabo Bryson (* 13. April 1951 in Greenville, South Carolina) ist ein US-amerikanischer Soul-Sänger. Besonders Balladen gehören zu seinem Spezialgebiet. Ab den späten 1970er Jahren wurde er durch Duette mit Sängerinnen wie Natalie Cole, Roberta Flack und Melissa Manchester bekannt. Übertroffen wurden diese Erfolge noch durch die Welthits Beauty and the Beast (1991, mit Céline Dion) und A Whole New World (1992, mit Regina Belle), die beide aus Walt-Disney-Zeichentrickfilmen stammen und Bryson je einen Grammy einbrachten.

## Karriere

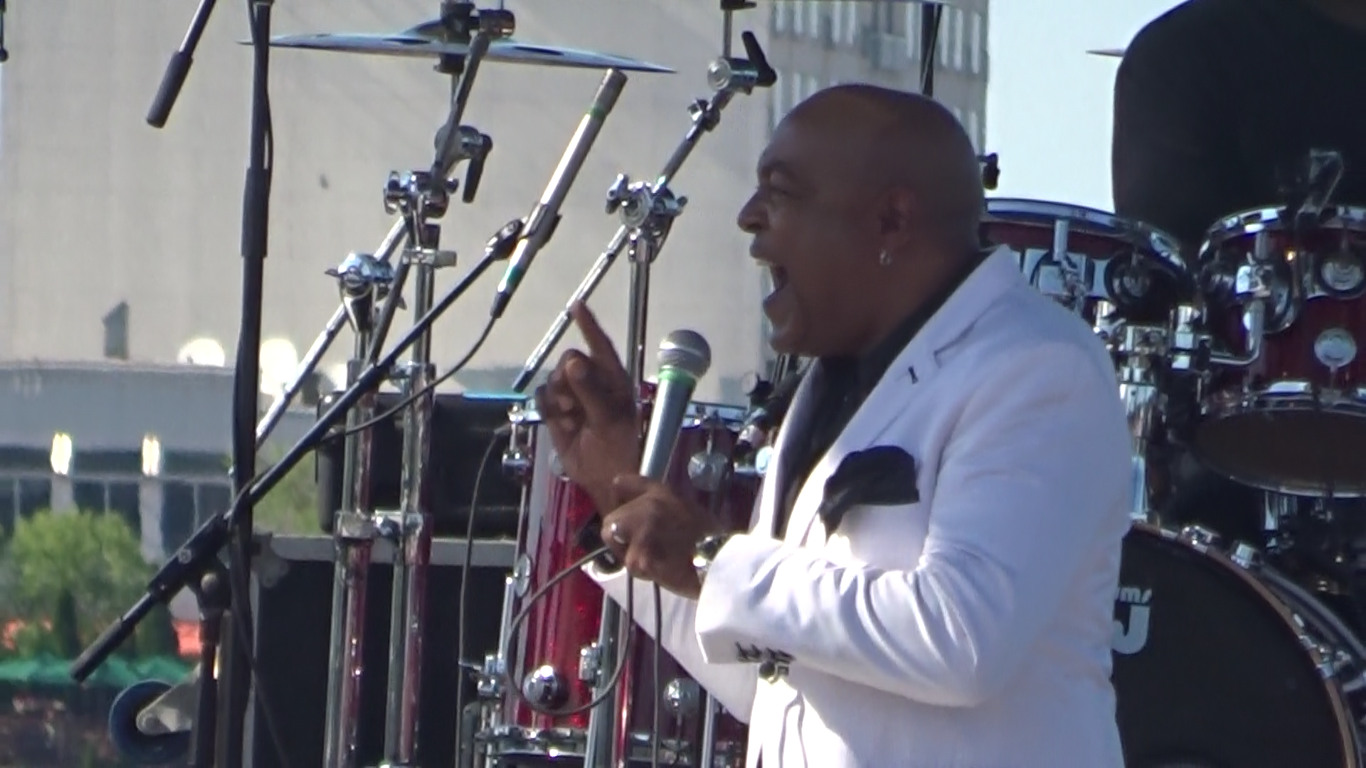
Peabo Bryson (2016)

Bryson sang in den 1970er Jahren zunächst in der Michael Zager Band und schaffte zum Ende des Jahrzehnts mit seinem zweiten Solo-Album den Durchbruch als R&B-Sänger in den USA. Das Album Reaching for the Sky (1977) wie auch der Nachfolger Crosswinds (1978) wurden mit Gold für 500.000 verkaufte Exemplare ausgezeichnet. Ein Jahr später entstand das Album We’re the Best of Friends mit Natalie Cole. Seinen ersten weltweiten Hit landete er 1983 im Duett mit Roberta Flack: Tonight I Celebrate My Love erreichte Platz 2 der UK-Charts. In den USA gelang ihm 1984 mit der Soloaufnahme If Ever You’re in My Arms Again ein Top-10-Erfolg. Auch in den 1990er Jahren feierte er große Erfolge. 1991 war er mit Can You Stop the Rain Nummer 1 der amerikanischen R&B-Charts. Das gleichnamige Album erhielt eine Gold-Auszeichnung in den USA.
Im selben Jahr sang er mit Céline Dion den Titelsong zum Walt-Disney-Film Beauty and the Beast und schaffte erneut den Sprung in die Top-10 der US-Charts. Der Song gewann einen Oscar (Academy Award Winner: Best Original Soundtrack) sowie zwei Grammys. Ein Jahr später sang er mit Regina Belle den Disney-Song A Whole New World aus dem Film Aladdin. Das Lied gewann drei Grammys, darunter einen für den Song des Jahres. Außerdem war es Brysons einziger Nummer-eins-Hit in den US-Pop-Charts. 1993 gelangte er gemeinsam mit Kenny G und dem Song By the Time This Night Is Over noch einmal auf Platz 25 der US-Charts. Das Lied blieb sieben Wochen in den Top-40. 
Brysons Erfolg ließ Mitte der 1990er Jahre nach. 2003 geriet er durch Steuerschulden in Höhe von 1,2 Millionen US-Dollar in die Schlagzeilen. Bei einer großen Auktion wurden in der Folge unter anderem seine Grammys, die Gold-Auszeichnungen und weitere wertvolle Besitztümer versteigert, um die Schulden zu tilgen. 2007 erschien das Album Missing You. 2018 erschien sein bislang letztes Album Stand For Love.

## Diskografie

### Studioalben
| Jahr | Titel                   | Höchstplatzierung, Gesamtwochen, AuszeichnungChartplatzierungen (Jahr, Titel, Platzierungen, Wochen, Auszeichnungen, Anmerkungen) | Höchstplatzierung, Gesamtwochen, AuszeichnungChartplatzierungen (Jahr, Titel, Platzierungen, Wochen, Auszeichnungen, Anmerkungen) | Höchstplatzierung, Gesamtwochen, AuszeichnungChartplatzierungen (Jahr, Titel, Platzierungen, Wochen, Auszeichnungen, Anmerkungen) | Anmerkungen                         |
| Jahr | Titel                   | DE | UK | US | Anmerkungen                         |
| ---- | ----------------------- | --- | --- | --- | ----------------------------------- |
| 1977 | Reaching for the Sky    | — | — | US49 Gold · (29 Wo.)US | Erstveröffentlichung: 1977          |
| 1978 | Crosswinds              | — | — | US35 Gold · (26 Wo.)US | Erstveröffentlichung: November 1978 |
| 1980 | Paradise                | — | — | US79 (16 Wo.)US | Erstveröffentlichung: April 1980    |
| 1981 | Turn the Hands of Time  | — | — | US82 (11 Wo.)US | Erstveröffentlichung: Februar 1981  |
| 1981 | I Am Love               | — | — | US40 (24 Wo.)US | Erstveröffentlichung: November 1981 |
| 1982 | Don’t Play with Fire    | — | — | US55 (21 Wo.)US | Erstveröffentlichung: November 1982 |
| 1984 | Straight from the Heart | — | — | US44 (28 Wo.)US | Erstveröffentlichung: Mai 1984      |
| 1985 | Take No Prisoners       | — | — | US102 (13 Wo.)US | Erstveröffentlichung: Juni 1985     |
| 1988 | Positive                | — | — | US157 (6 Wo.)US | Erstveröffentlichung: Januar 1988   |
| 1991 | Can You Stop the Rain   | — | — | US88 Gold · (19 Wo.)US | Erstveröffentlichung: Juni 1991     |

Weitere Studioalben
- 1976: Peabo
- 1986: Quiet Storm
- 1989: All My Love
- 1994: Through the Fire
- 1996: It’s Christmas!
- 1997: Peace on Earth
- 1998: Really Love
- 1999: Unconditional Love
- 2005: Christmas with You
- 2007: Missing You
- 2018: Stand For Love

### Kompilationen
| Jahr | Titel                       | Höchstplatzierung, Gesamtwochen, AuszeichnungChartplatzierungen (Jahr, Titel, Platzierungen, Wochen, Auszeichnungen, Anmerkungen) | Höchstplatzierung, Gesamtwochen, AuszeichnungChartplatzierungen (Jahr, Titel, Platzierungen, Wochen, Auszeichnungen, Anmerkungen) | Höchstplatzierung, Gesamtwochen, AuszeichnungChartplatzierungen (Jahr, Titel, Platzierungen, Wochen, Auszeichnungen, Anmerkungen) | Anmerkungen                     |
| Jahr | Titel                       | DE | UK | US | Anmerkungen                     |
| ---- | --------------------------- | --- | --- | --- | ------------------------------- |
| 1984 | The Peabo Bryson Collection | — | — | US168 (10 Wo.)US | Erstveröffentlichung: Juni 1984 |

Weitere Kompilationen
- 2000: Super Hits
- 2001: Anthology
- 2006: The Very Best of Peabo Bryson

### Gemeinschaftsalben
| Jahr | Titel                     | Höchstplatzierung, Gesamtwochen, AuszeichnungChartplatzierungen (Jahr, Titel, Platzierungen, Wochen, Auszeichnungen, Anmerkungen) | Höchstplatzierung, Gesamtwochen, AuszeichnungChartplatzierungen (Jahr, Titel, Platzierungen, Wochen, Auszeichnungen, Anmerkungen) | Höchstplatzierung, Gesamtwochen, AuszeichnungChartplatzierungen (Jahr, Titel, Platzierungen, Wochen, Auszeichnungen, Anmerkungen) | Anmerkungen |
| Jahr | Titel                     | DE | UK | US | Anmerkungen |
| ---- | ------------------------- | --- | --- | --- | --- |
| 1979 | We’re the Best of Friends | — | — | US44 (19 Wo.)US | Erstveröffentlichung: November 1979 mit Natalie Cole                                                                 |
| 1980 | Live & More               | — | — | US52 (19 Wo.)US | Erstveröffentlichung: November 1980 mit Roberta Flack, aufgenommen im Holiday Star Theater in Merrillville (Indiana) |
| 1983 | Born to Love              | — | UK15 Silber · (10 Wo.)UK | US25 Gold · (42 Wo.)US | Erstveröffentlichung: 22. Juli 1983 mit Roberta Flack                                                                |

### Singles
| Jahr | Titel Album                                               | Höchstplatzierung, Gesamtwochen, AuszeichnungChartplatzierungen (Jahr, Titel, Album, Platzierungen, Wochen, Auszeichnungen, Anmerkungen) | Höchstplatzierung, Gesamtwochen, AuszeichnungChartplatzierungen (Jahr, Titel, Album, Platzierungen, Wochen, Auszeichnungen, Anmerkungen) | Höchstplatzierung, Gesamtwochen, AuszeichnungChartplatzierungen (Jahr, Titel, Album, Platzierungen, Wochen, Auszeichnungen, Anmerkungen) | Anmerkungen                                             |
| Jahr | Titel Album                                               | DE | UK | US | Anmerkungen                                             |
| ---- | --------------------------------------------------------- | --- | --- | --- | ------------------------------------------------------- |
| 1981 | Let the Feeling Flow I Am Love                            | — | — | US42 (12 Wo.)US | Erstveröffentlichung: Dezember 1981                     |
| 1983 | Tonight, I Celebrate My Love Born to Love                 | — | UK2 Silber · (14 Wo.)UK | US16 (29 Wo.)US | Erstveröffentlichung: Juli 1983 mit Roberta Flack       |
| 1983 | Heaven Above Me Born to Love                              | — | UK84 (2 Wo.)UK | — | Erstveröffentlichung: Oktober 1983 mit Roberta Flack    |
| 1983 | You’re Lookin’ Like Love to Me Born to Love               | — | — | US58 (11 Wo.)US | Erstveröffentlichung: Dezember 1983 mit Roberta Flack   |
| 1984 | If Ever You’re in My Arms Again Straight from the Heart   | — | — | US10 (25 Wo.)US | Erstveröffentlichung: Mai 1984                          |
| 1984 | Slow Dancin’ Straight from the Heart                      | — | — | US82 (4 Wo.)US | Erstveröffentlichung: September 1984                    |
| 1985 | Take No Prisoners (In the Game of Love) Take No Prisoners | — | — | US78 (6 Wo.)US | Erstveröffentlichung: Juni 1985                         |
| 1987 | Without You Positive / All by Myself                      | — | UK85 (2 Wo.)UK | US89 (3 Wo.)US | Erstveröffentlichung: Dezember 1987 mit Regina Belle    |
| 1991 | Can You Stop the Rain                                     | — | — | US52 (15 Wo.)US | Erstveröffentlichung: Juni 1991                         |
| 1992 | A Whole New World (Aladdin’s Theme) Aladdin (O.S.T)       | DE70 (6 Wo.)DE | UK12 (12 Wo.)UK | US1 Gold · (23 Wo.)US | Erstveröffentlichung: 5. November 1992 mit Regina Belle |

### Als Gastmusiker
| Jahr | Titel Album                               | Höchstplatzierung, Gesamtwochen, AuszeichnungChartplatzierungen (Jahr, Titel, Album, Platzierungen, Wochen, Auszeichnungen, Anmerkungen) | Höchstplatzierung, Gesamtwochen, AuszeichnungChartplatzierungen (Jahr, Titel, Album, Platzierungen, Wochen, Auszeichnungen, Anmerkungen) | Höchstplatzierung, Gesamtwochen, AuszeichnungChartplatzierungen (Jahr, Titel, Album, Platzierungen, Wochen, Auszeichnungen, Anmerkungen) | Anmerkungen                                                              |
| Jahr | Titel Album                               | DE | UK | US | Anmerkungen                                                              |
| ---- | ----------------------------------------- | --- | --- | --- | ------------------------------------------------------------------------ |
| 1976 | Do It with Feeling –                      | — | — | US94 (3 Wo.)US | Erstveröffentlichung: März 1976 Michael Zager feat. Peabo Bryson         |
| 1981 | Lovers After All For the Working Girl     | — | — | US54 (9 Wo.)US | Erstveröffentlichung: Februar 1981 Melissa Manchester feat. Peabo Bryson |
| 1991 | Beauty and the Beast Celine Dion          | — | UK9 Silber · (7 Wo.)UK | US9 Gold · (20 Wo.)US | Erstveröffentlichung: 16. November 1991 Céline Dion feat. Peabo Bryson   |
| 1993 | By the Time This Night Is Over Breathless | — | UK56 (3 Wo.)UK | US25 (20 Wo.)US | Erstveröffentlichung: Mai 1993 Kenny G feat. Peabo Bryson                |